# NUTS:AT
NUTS:AT  (Nomenclature des unités territoriales statistiques, nemško: Systematik der Gebietseinheiten für die Statistik, okrajšano NUTS) je geokoda, ki se uporablja za označevanje upravnih enot Avstrije v statistične namene. Standard razvija in ureja 
Klasifikacijo NUTS je vzpostavila in ureja Evropska unija,  da bi omogočila zbiranje, razvoj in objavo usklajenih regionalnih statističnih podatkov v Uniji. Klasifikacija NUTS je hierarhična, ker deli vsako državo članico na tri ravni: NUTS 1, NUTS 2 in NUTS 3. Pod temi ravnmi obstaja dodatna raven geografske organizacije - lokalna upravna enota (LAU). V Avstriji je LAU 2 raven, ki ustreza občinam.

## Raven NUTS
Glede na regionalno strukturo je Avstrija razdeljena na naslednje ravni NUTS:
| Raven      | Podrazdelitve | #    |
| ---------- | --- | ---- |
| NUTS 1     | Skupine zveznih dežel (Gruppen von Bundesländern), statistične regije Evropske skupnosti | 3    |
| NUTS 2     | Zvezne dežele (Bundesländer), notranja upravna razdelitev Avstrije | 9    |
| NUTS 3     | Skupine občin ali okrajev (Gruppen von Politischen Bezirken), politični okraji, v nekaterih primerih le en sam okraj, deloma tudi sodni okraji ali čiste statistične regije, ki jih določa Statistika Avstrija ali Evropska skupnost. | 35   |
| LAU regije | Občine (Gemeinden) | 2095 |

### Lokalne upravne enote
Pod ravnmi NUTS sta dve ravni LAU (lokalne upravne enote):
| Raven | Podrazdelitev        | #    |
| ----- | -------------------- | ---- |
| LAU 1 | — (enako kot NUTS 3) | 35   |
| LAU 2 | Občine (Gemeinden)   | 2357 |

LAU kode Avstrije se nahajajo tukaj: 
- Zemljevidi
- Regije NUTS 1 v Avstriji
- Regije NUTS 2 v Avstriji
- Regije NUTS 3 v Avstriji

## V Avstriji
| Regija NUTS-1                         | Regija NUTS-2           | Regija NUTS-3                  | Okraji / deli okrajev                                                                                     |
| ------------------------------------- | ----------------------- | ------------------------------ | --- |
| AT1 OSTÖSTERREICH (Vzhodna Avstrija)  | AT11 Gradiščanska       | AT111 Mittelburgenland         | Bezirk Oberpullendorf                                                                                     |
| AT1 OSTÖSTERREICH (Vzhodna Avstrija)  | AT11 Gradiščanska       | AT112 Nordburgenland           | Eisenstadt, Rust, Bezirk Eisenstadt-Umgebung, Bezirk Mattersburg, Bezirk Neusiedl am See                  |
| AT1 OSTÖSTERREICH (Vzhodna Avstrija)  | AT11 Gradiščanska       | AT113 Südburgenland            | Bezirk Güssing, Bezirk Jennersdorf, Bezirk Oberwart                                                       |
| AT1 OSTÖSTERREICH (Vzhodna Avstrija)  | AT12 Spodnja Avstrija   | AT121 Mostviertel-Eisenwurzen  | Waidhofen an der Ybbs, Bezirk Amstetten, Bezirk Melk, Bezirk Scheibbs                                     |
| AT1 OSTÖSTERREICH (Vzhodna Avstrija)  | AT12 Spodnja Avstrija   | AT122 Niederösterreich-Süd     | Wiener Neustadt, Bezirk Lilienfeld, Bezirk Neunkirchen, Bezirk Wiener Neustadt, del Bezirk Baden          |
| AT1 OSTÖSTERREICH (Vzhodna Avstrija)  | AT12 Spodnja Avstrija   | AT123 St. Pölten               | Sankt Pölten, del Bezirk St. Pölten                                                                       |
| AT1 OSTÖSTERREICH (Vzhodna Avstrija)  | AT12 Spodnja Avstrija   | AT124 Waldviertel              | Krems an der Donau, Bezirk Gmünd, Bezirk Horn, Bezirk Krems, Bezirk Waidhofen an der Thaya, Bezirk Zwettl |
| AT1 OSTÖSTERREICH (Vzhodna Avstrija)  | AT12 Spodnja Avstrija   | AT125 Weinviertel              | Bezirk Hollabrunn, del Bezirk Mistelbach, del Bezirk Gänserndorf                                          |
| AT1 OSTÖSTERREICH (Vzhodna Avstrija)  | AT12 Spodnja Avstrija   | AT126 Wiener Umland / Nordteil | Bezirk Korneuburg, Bezirk Tulln, Teile der Bezirke Gänserndorf, Mistelbach, St. Pölten                    |
| AT1 OSTÖSTERREICH (Vzhodna Avstrija)  | AT12 Spodnja Avstrija   | AT127 Wiener Umland / Südteil  | Bezirk Bruck an der Leitha, Teile des Bezirk Baden, Bezirk Mödling                                        |
| AT1 OSTÖSTERREICH (Vzhodna Avstrija)  | AT13 Dunaj              | AT130 Dunaj                    | celotni Dunaj                                                                                             |
| AT2 SÜDÖSTERREICH (Južna Avstrija)    | AT21 Koroška            | AT211 Klagenfurt-Villach       | Klagenfurt, Villach, Bezirk Klagenfurt-Land, Bezirk Villach-Land                                          |
| AT2 SÜDÖSTERREICH (Južna Avstrija)    | AT21 Koroška            | AT212 Oberkärnten              | Bezirk Feldkirchen, Bezirk Hermagor, Bezirk Spittal an der Drau                                           |
| AT2 SÜDÖSTERREICH (Južna Avstrija)    | AT21 Koroška            | AT213 Unterkärnten             | Bezirk Sankt Veit an der Glan, Bezirk Völkermarkt, Bezirk Wolfsberg                                       |
| AT2 SÜDÖSTERREICH (Južna Avstrija)    | AT22 Štajerska          | AT221 Graz                     | Graz, Bezirk Graz-Umgebung                                                                                |
| AT2 SÜDÖSTERREICH (Južna Avstrija)    | AT22 Štajerska          | AT222 Liezen                   | Bezirk Liezen                                                                                             |
| AT2 SÜDÖSTERREICH (Južna Avstrija)    | AT22 Štajerska          | AT223 Östliche Obersteiermark  | Bezirk Bruck-Mürzzuschlag, Bezirk Leoben                                                                  |
| AT2 SÜDÖSTERREICH (Južna Avstrija)    | AT22 Štajerska          | AT224 Oststeiermark            | Bezirk Hartberg-Fürstenfeld, Bezirk Südoststeiermark, Bezirk Weiz                                         |
| AT2 SÜDÖSTERREICH (Južna Avstrija)    | AT22 Štajerska          | AT225 West- und Südsteiermark  | Bezirk Deutschlandsberg, Bezirk Leibnitz, Bezirk Voitsberg                                                |
| AT2 SÜDÖSTERREICH (Južna Avstrija)    | AT22 Štajerska          | AT226 Westliche Obersteiermark | Bezirk Murtal, Bezirk Murau                                                                               |
| AT3 WESTÖSTERREICH (Zahodna Avstrija) | AT31 Zgornja Avstrija   | AT311 Innviertel               | Bezirk Braunau am Inn, Bezirk Grieskirchen, Bezirk Ried im Innkreis, Bezirk Schärding                     |
| AT3 WESTÖSTERREICH (Zahodna Avstrija) | AT31 Zgornja Avstrija   | AT312 Linz-Wels                | Linz, Bezirk Linz-Land, Wels, Bezirk Wels-Land, Bezirk Eferding, del Bezirk Urfahr-Umgebung               |
| AT3 WESTÖSTERREICH (Zahodna Avstrija) | AT31 Zgornja Avstrija   | AT313 Mühlviertel              | Bezirk Freistadt, Bezirk Perg, Bezirk Rohrbach, del Bezirk Urfahr-Umgebung                                |
| AT3 WESTÖSTERREICH (Zahodna Avstrija) | AT31 Zgornja Avstrija   | AT314 Steyr-Kirchdorf          | Steyr, Bezirk Kirchdorf, Bezirk Steyr-Land                                                                |
| AT3 WESTÖSTERREICH (Zahodna Avstrija) | AT31 Zgornja Avstrija   | AT315 Traunviertel             | Bezirk Gmunden, Bezirk Vöcklabruck                                                                        |
| AT3 WESTÖSTERREICH (Zahodna Avstrija) | AT32 Salzburg           | AT321 Lungau                   | Bezirk Tamsweg                                                                                            |
| AT3 WESTÖSTERREICH (Zahodna Avstrija) | AT32 Salzburg           | AT322 Pinzgau-Pongau           | Bezirk St. Johann im Pongau, Bezirk Zell am See                                                           |
| AT3 WESTÖSTERREICH (Zahodna Avstrija) | AT32 Salzburg           | AT323 Salzburg und Umgebung    | Salzburg, Bezirk Salzburg-Umgebung (Flachgau), Bezirk Hallein (Tennengau)                                 |
| AT3 WESTÖSTERREICH (Zahodna Avstrija) | AT33 Tirolska           | AT331 Außerfern                | Bezirk Reutte                                                                                             |
| AT3 WESTÖSTERREICH (Zahodna Avstrija) | AT33 Tirolska           | AT332 Innsbruck                | Innsbruck, Bezirk Innsbruck-Land                                                                          |
| AT3 WESTÖSTERREICH (Zahodna Avstrija) | AT33 Tirolska           | AT333 Osttirol                 | Bezirk Lienz                                                                                              |
| AT3 WESTÖSTERREICH (Zahodna Avstrija) | AT33 Tirolska           | AT334 Tiroler Oberland         | Bezirk Imst, Bezirk Landeck                                                                               |
| AT3 WESTÖSTERREICH (Zahodna Avstrija) | AT33 Tirolska           | AT335 Tiroler Unterland        | Bezirk Kitzbühel, Bezirk Kufstein, Bezirk Schwaz                                                          |
| AT3 WESTÖSTERREICH (Zahodna Avstrija) | AT34 Predarlska         | AT341 Bludenz-Bregenzer Wald   | Bezirk Bludenz, del Bezirk Bregenz                                                                        |
| AT3 WESTÖSTERREICH (Zahodna Avstrija) | AT34 Predarlska         | AT342 Rheintal-Bodenseegebiet  | Bezirk Dornbirn, Bezirk Feldkirch, del Bezirk Bregenz                                                     |
| ATZ EXTRA-REGIO NUTS 1                | ATZZ Extra-Regio NUTS 2 | ATZZZ Extra-Regio NUTS 3       | statistična postavka za „Ostalo“                                                                          |